# Гимн Болгарии
Песня Мила Родино стала национальным гимном Болгарии в 1964 году. Основана на музыке и тексте песни «Горда Стара планина», написанной Цветаном Радославовым в 1885 году. Текст менялся многократно, последний раз в 1990 году.

## Гимн
| Текст на болгарском Горда Стара планина, до ней Дунава синей, слънце Тракия огрява, над Пирина пламеней. Припев Мила Родино, ти си земен рай, твойта хубост, твойта прелест, ах, те нямат край. Куплеты до реформы 1990 года Паднаха борци безчет за народа наш любим, Майко, дай ни мъжка сила пътя им да продължим. Припев Дружно братя българи, с нас Москва е в мир и бой, партия велика води, нашият победен строй. Припев | Перевод на русский Гордая Стара-Планина, Рядом с ней Дунай синеет, солнце над Фракией светит, над Пирином пламенеет. Припев Милая Родина, Ты — земной рай, Твоя красота и прелесть, ах, им нет конца. Пало борцов без счёта За народ наш любимый, Мать, дай нам мужской силы Путь их продолжить. Припев Дружно, братья болгары, С нами Москва и в мире и в бою, Великая партия ведет, Наш победный строй. Припев |

## Используемые образы
- Балканские горы (Стара Планина).
- Рукав Дуная между городом Белене и островом Белене в августе.
- Вид с Балканских гор на город Сливен и Фракийскую равнину.
- Гора Тодорка (болг.) в горном массиве Пирин.